# 西鉄新宮駅
西鉄新宮駅（にしてつしんぐうえき）は、福岡県糟屋郡新宮町下府5丁目にある西日本鉄道（西鉄）貝塚線の駅。駅番号はNK10。同線の終着駅であり、貝塚線では唯一福岡市外に存在する駅である。

## 歴史
- 1925年（大正14年）7月1日：博多湾鉄道汽船の新宮港（しんぐうみなと[1]）駅として開業。
- 1942年（昭和17年）9月19日：博多湾鉄道汽船が九州電気軌道（のちの西日本鉄道）に合併される。
- 1950年（昭和25年）5月15日：西鉄新宮駅に改称。
- 1978年（昭和53年）：駅舎改築。
- 2007年（平成19年）4月1日：当駅 - 津屋崎駅の間の廃止により、貝塚線の終着駅となる。
- 2017年（平成29年）2月1日：駅ナンバリングを導入[2]。
- 2024年（令和6年）10月1日：駅集中管理システム試験運用開始[3]。
- 2025年（令和7年）4月1日：駅集中管理システムの本格的な運用を開始（予定）[4]。

## 駅構造

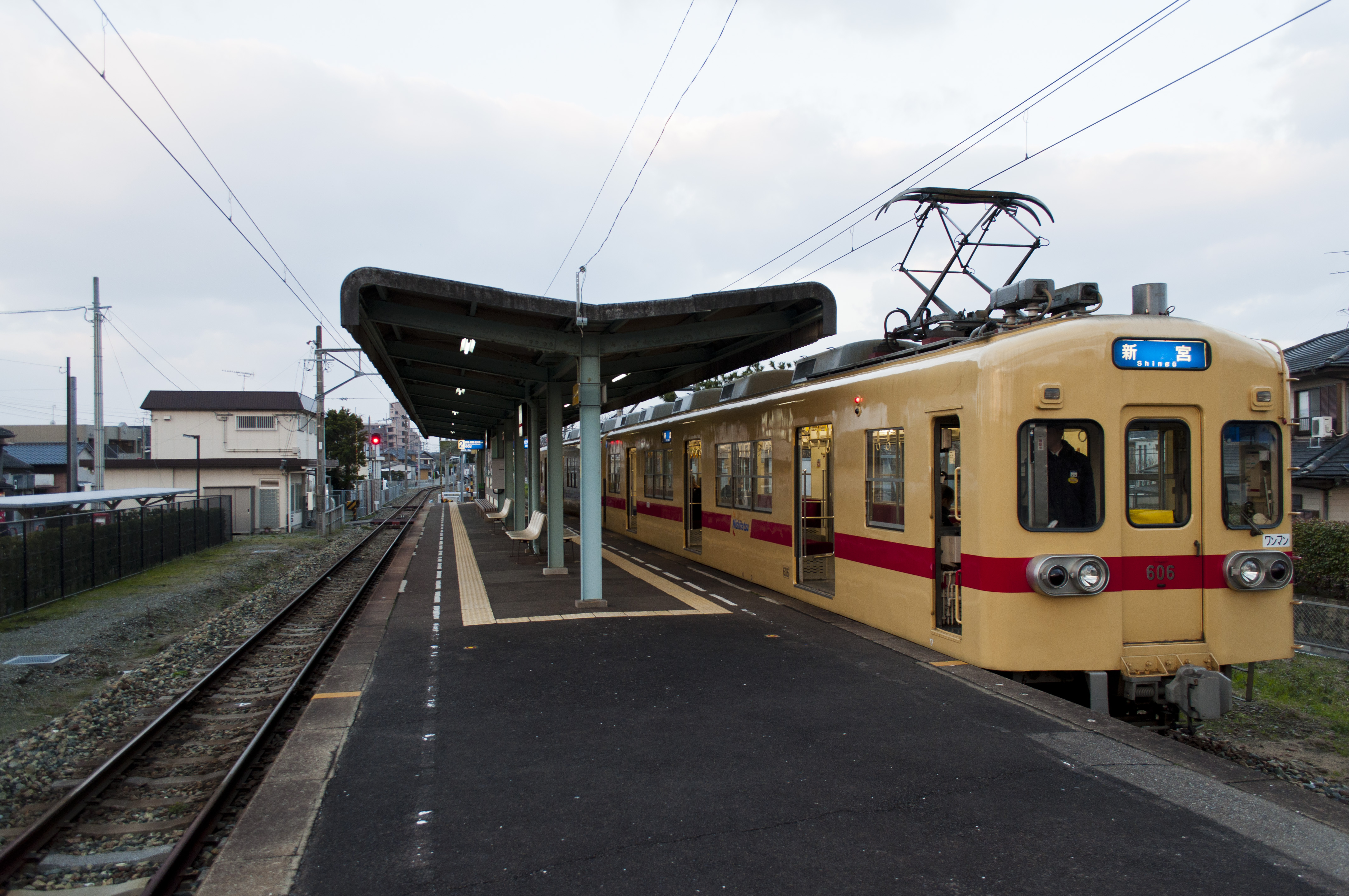
プラットホーム

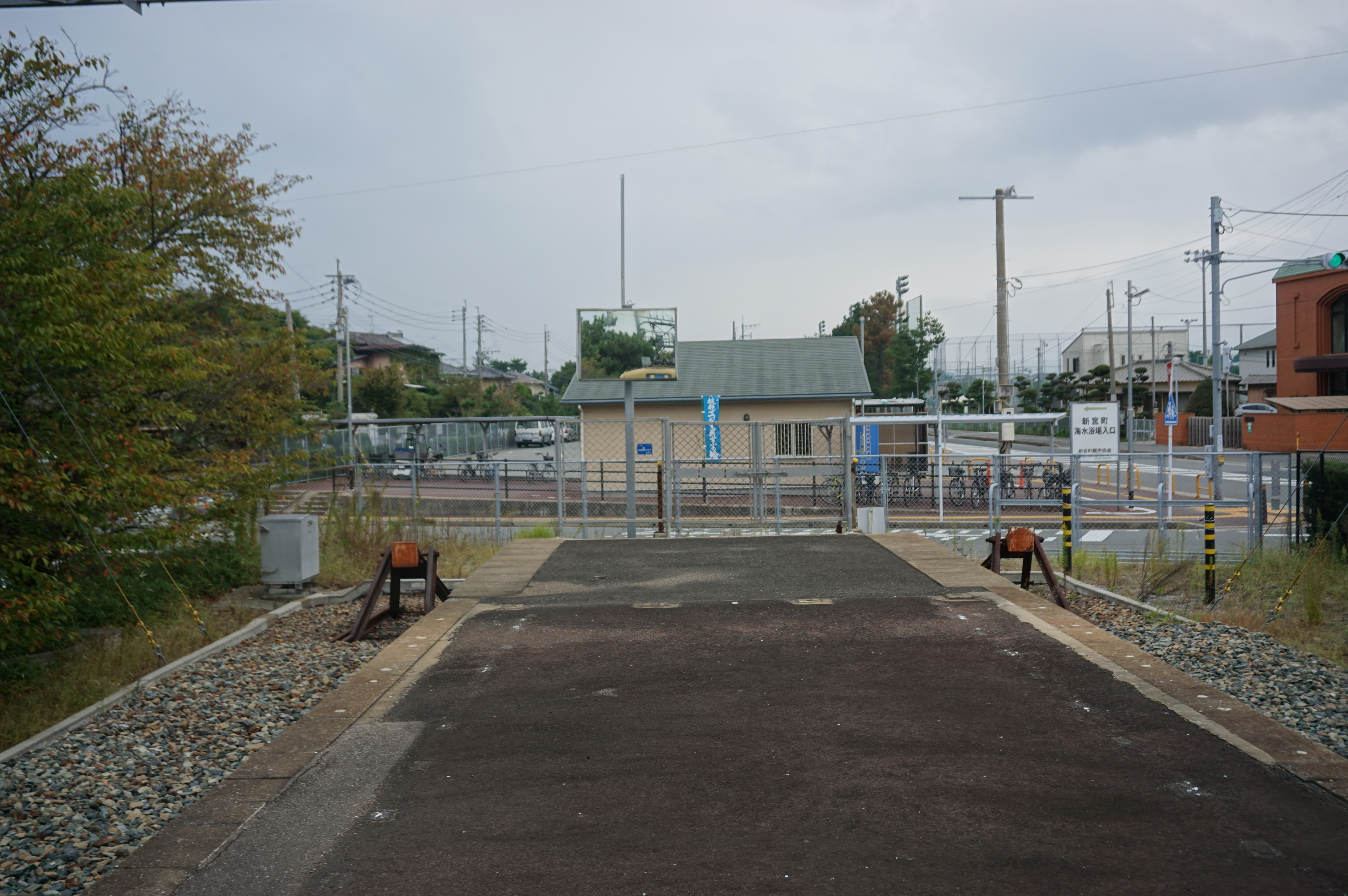
部分廃止時に設置された車止め

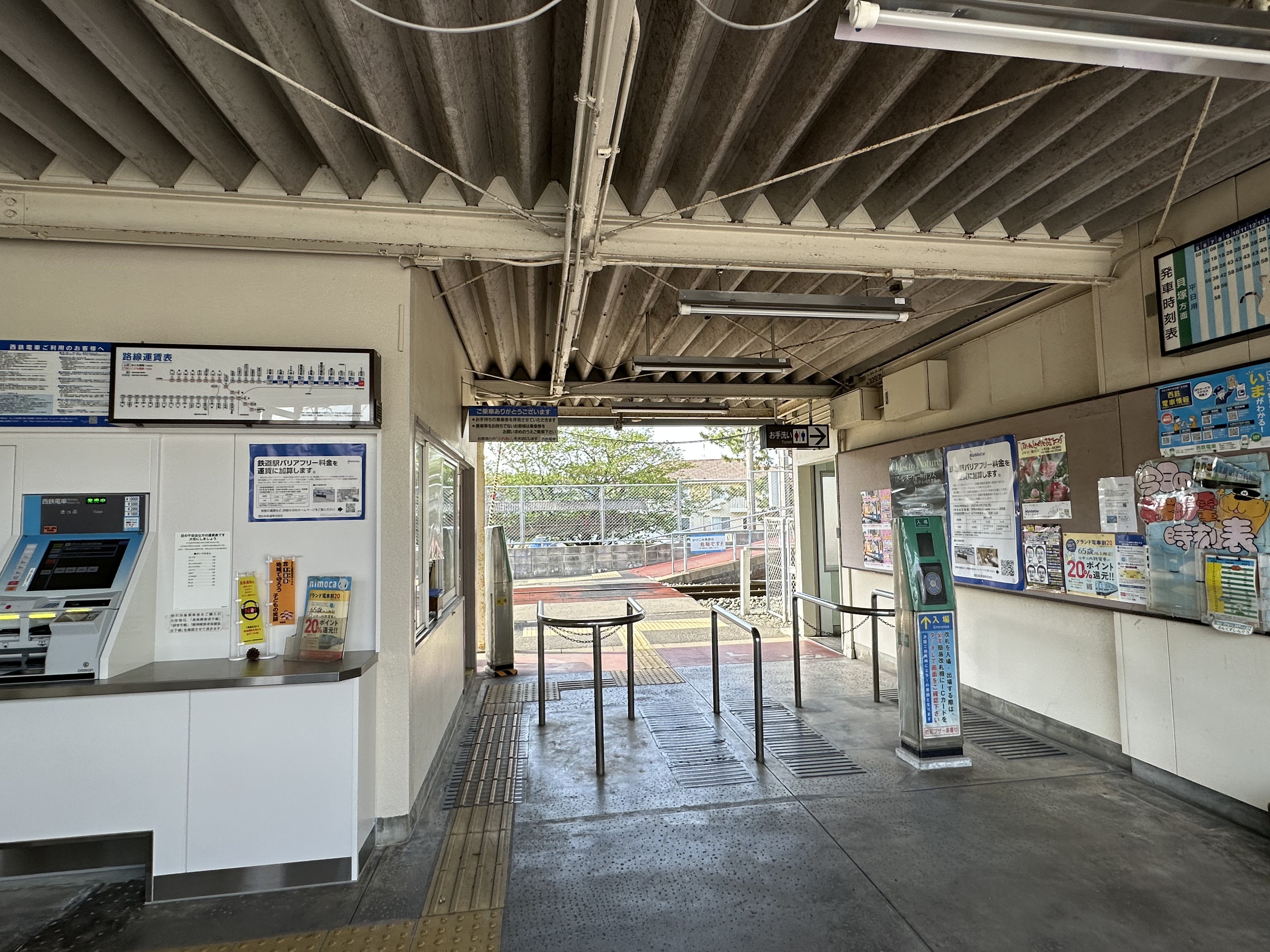
駅構内(改札)

島式ホーム1面2線を有する地上駅。駅舎は三苫寄りにあり、ホームとは構内踏切で連絡している。
宮地岳線の部分廃止前は当駅でCTC設備が管理されており、保線機械の留置線もあった。
のりば
| 乗り場 | 路線    | 行先                       |
| ------ | ------- | -------------------------- |
| 1・2   | ■貝塚線 | 和白・香椎・千早・貝塚方面 |

## 利用状況
2024年度の1日平均乗降人員は1,603人である。各年度の1日平均乗車および乗降人員は下表のとおり。
| 年度   | 1日平均 乗車人員 | 1日平均 乗降人員 |
| ------ | ---------------- | ---------------- |
| 1996年 | 1,430            | 2,781            |
| 1997年 | 1,318            | 2,611            |
| 1998年 | 1,225            | 2,422            |
| 1999年 | 1,123            | 2,270            |
| 2000年 | 1,030            | 2,126            |
| 2001年 | 962              | 1,984            |
| 2002年 | 959              | 1,915            |
| 2003年 | 866              | 1,738            |
| 2004年 | 819              | 1,638            |
| 2005年 | 800              | 1,600            |
| 2006年 | 792              | 1,581            |
| 2007年 | 833              | 1,664            |
| 2008年 | 863              | 1,729            |
| 2009年 | 860              | 1,721            |
| 2010年 | 690              | 1,381            |
| 2011年 | 656              | 1,314            |
| 2012年 | 660              | 1,320            |
| 2013年 | 652              | 1,304            |
| 2014年 | 674              | 1,348            |
| 2015年 | 672              | 1,344            |
| 2016年 | 679              | 1,358            |
| 2017年 | 693              | 1,384            |
| 2018年 | 712              | 1,422            |
| 2019年 | 713              | 1,428            |
| 2020年 |                  | 1,172            |
| 2021年 |                  | 1,222            |
| 2022年 |                  | 1,364            |
| 2023年 |                  | 1,464            |
| 2024年 |                  | 1,603            |

## 駅周辺
2010年3月13日に鹿児島本線の新宮中央駅が開業するまでは新宮町で唯一の鉄道駅であった。新宮町役場への最寄り駅でもあるが、新宮町の中心市街地は新宮中央駅周辺に形成されており、同駅が町の主要な交通拠点となっている。また並行する国道495号から600mほど離れていることもあって、駅周辺は住宅があるのみで閑静である。駅に隣接して無料の駐輪場がある。
宮地岳線の部分廃止後、2007年4月末までに代替バス発着場の舗装が完了し、簡易ではあるが一般用の車のロータリーも整備された。駅のホームから見える廃線跡地の一部には、現在住宅が建っている。その奥には駐車場があり、付近には廃線前から設置されていた、線路にゴミを入れないよう促す看板がいくつか残されている。

### 駅周辺の施設
- 新宮中央駅 - JR鹿児島本線
- 新宮町役場 - 駅前の旧・宮地岳線に並行する道路を津屋崎方向へ歩き、交差点で右折。東へ約1km。
- 福岡県立新宮高等学校 - 町役場と同じルートで歩く。東へ約900m。
- 福岡県立福岡特別支援学校 - 国道495号線沿い。東へ約900m。
- 新宮町立新宮中学校 - 東へ約600m。
- 新宮町立新宮小学校 - 南東へ約750m。
- 新宮浜簡易郵便局 - 西へ約400m。
- 新宮漁港(相島渡船場) - 約1.6km。西鉄新宮駅バス停から新宮町コミュニティバス「マリンクス」で約15分。ここから相島への新宮町営渡船が出ている。

## バス路線
- 新宮町コミュニティバス「マリンクス」
  - 新宮町役場・福工大前駅・新宮中央駅・相島渡船場・立花口・佐屋など、町内各地

## その他
- 当駅終着時の車内では、車内放送に先立ちチューリップの『サボテンの花』のオルゴールチャイムを鳴らしていたが、車内アナウンスの変更により二点チャイムに変更された。
- 貝塚線の駅で唯一、福岡市地下鉄との乗り継ぎ割引が適用されない。
- 列車が折り返し待ちをする際、発車まで時間がある場合には、貝塚方先頭車前側の扉のみが開放される。到着・発車前には全扉の開閉が行われる。

## 隣の駅
西日本鉄道
■貝塚線
三苫駅（NK09） - 西鉄新宮駅（NK10）

### 廃止路線
■宮地岳線（廃止）
西鉄新宮駅 - 古賀ゴルフ場前駅